# Zeven Grote Edelen van Narnia
De Zeven Grote Edelen van Narnia (Engels: the Seven Great Lords of Narnia) zijn fictieve personages uit De reis van het drakenschip van De Kronieken van Narnia door C.S. Lewis.
De Edelen zijn vrienden van koning Caspian IX van Narnia. Miraz, de slechte oom van Caspian X, heeft ze opdracht gegeven de zee in het oosten te onderzoeken, in de hoop dat hij van ze af is. Na zijn troonsbestijging gaat Caspian X met het schip De Dageraad naar ze op zoek omdat hij dat aan Aslan had beloofd.
- Bern woont op het eiland Avra, een van de Verlaten Eilanden. Op het nabijgelegen eiland Felimath ziet hij dat een jongeman gevangen is genomen door de slavenhandelaar. Hij vindt dat de jongen op Caspian lijkt en besluit hem vrij te kopen. De jongen, die Caspian zelf is, maakt daarna een einde aan de slavenhandel en vervangt de gouverneur van de Eilanden door Bern, die de titel Hertog krijgt.
- Octesian blijkt gestorven te zijn op het Drakeneiland. Hij is misschien in een draak veranderd of door een draak verscheurd. Zijn armband wordt gevonden in het hol van een draak.
- Restimar wordt als gouden standbeeld gevonden op de bodem van het meer van het eiland dat vervolgens Doodswater werd genoemd. Alles wat met het water van dit meer in aanraking komt, verandert in goud. Kennelijk was Restimar in het dodelijke meer gaan zwemmen. De naam Restimar kan betekenen: rust in meer.
- Rhoep wordt gevonden als het schip bij het Donkere Eiland komt. Dat is het eiland waar dromen waar worden, en Rhoep smeekt om van dat eiland te mogen vertrekken.
- Revilian, Argoz en Mavramorn worden op het Eiland van Ramandoe gevonden. Ze zijn in een toverslaap gebracht. Ze kunnen tot leven worden gewekt als Caspian verder vaart en iemand achterlaat. De vrijwilliger is Rippertjiep, die er hevig naar verlangt het Land van Aslan te zien. De naam Revilian doet denken aan: reveille.